# Ljusreaktionen

Bild 1:Översiktlig bild av fotosyntesen

Ljusreaktionen är den första, ljusberoende delen av fotosyntesen. I ljusreaktionen konverteras solenergi till kemisk energi genom en så kallad elektrontransportkedja. Ljusreaktionen producerar syrgas och konverterar ADP och NADP+ till energibärarna ATP och NADPH.

## Ljusreaktionen i Fotosystem II - Fotolysen
Ljusreaktionen kan delas upp i två delar, där den första kallas fotolysen och sker i vad som kallas Fotosystem II (PSII), och den andra i Fotosystem I (PSI). I PSII bryts vattenmolekyler ner till syrgas, O2, vätejoner, H+ samt elektroner, e-. Fotosystem II (PSII) finns i kloroplasterna hos växter samt alger.

Bild 2: Kloroplastens struktur

Den första delen av ljusreaktionen sker i Tylakoidmembranen i kloroplasterna. Kloroplasterna är en organell som finns i bland annat växtceller. Kloroplasternas struktur visas på bild nr. 2. För att starta reaktionen används ljusenergi från solen som fångats in med hjälp av klorofyllmolekyler. Vad som händer är att klorofyllmolekylen absorberar en foton och för över denna energin till en elektron som då avges från en vattenmolekyl. Vattenmolekylen blir då till syre och vätejoner. Elektronen transporteras sedan genom en kedja av proteinkomplex, och detta frigör energi. Denna energin används i elektrontransportkedjan för att pumpa vätejoner från andra sidan av tylakoidmembranet (stroma) till tylakoidutrymmet (Lumen). Detta skapar en elektrokemisk gradient mellan membranets sidor. Tylakoidmembranet är ett membran som innehåller de pigment som är nödvändiga för att absorbera solljus, däribland klorofyllmolekylen.

Bild 3: Översiktlig bild av Fotosystem II

I fotolysen bildas en viktig biprodukt, syrgas (O2) genom att två vattenmolekyler (H2O) delas upp och bidrar med en syreatom (O) vardera. Syrgasen släpps ut i atmosfären och är en grundläggande förutsättning för liv på jorden.   
Sammanfattningsvis kommer den kemiska reaktionen i fotolysen att vara följande:
2 H2O + ljusenergi → O2 + 4H+ + 4e- 

### Ljusabsorberande pigment
Klorofyllmolekyler finns i alla gröna växter och byggs upp av flertalet organiska ringstrukturer. Det finns flera olika klorofyllmolekyler som skiljer sig från varandra baserat på ringstrukturernas olika sidokedjor. Exempel på andra pigment som används för att absorbera solljus är karotenoider och fykobiliner. 
Energi från solljuset exiterar en elektron, i en typ av klorofyllmolekyl i fotosystem II som kallas för P680. P:et i P680 kommer från ordet Pigment och 680 eftersom den kan absorbera ljus med våglängden 680 nm . Exitationen gör att P680 blir instabil. Exitation av en elektron innebär att en elektron aborberar energi så att de kan nå en högre energinivå än grundtillståndet.  Elektronen hoppar sedan vidare via en serie av olika proteinkomplex där den överför sin energi till andra molekyler. I slutändan används denna energi för att transportera en proton över tylakoidmembranet (se ovan).

## Ljusreaktionen i Fotosystem I

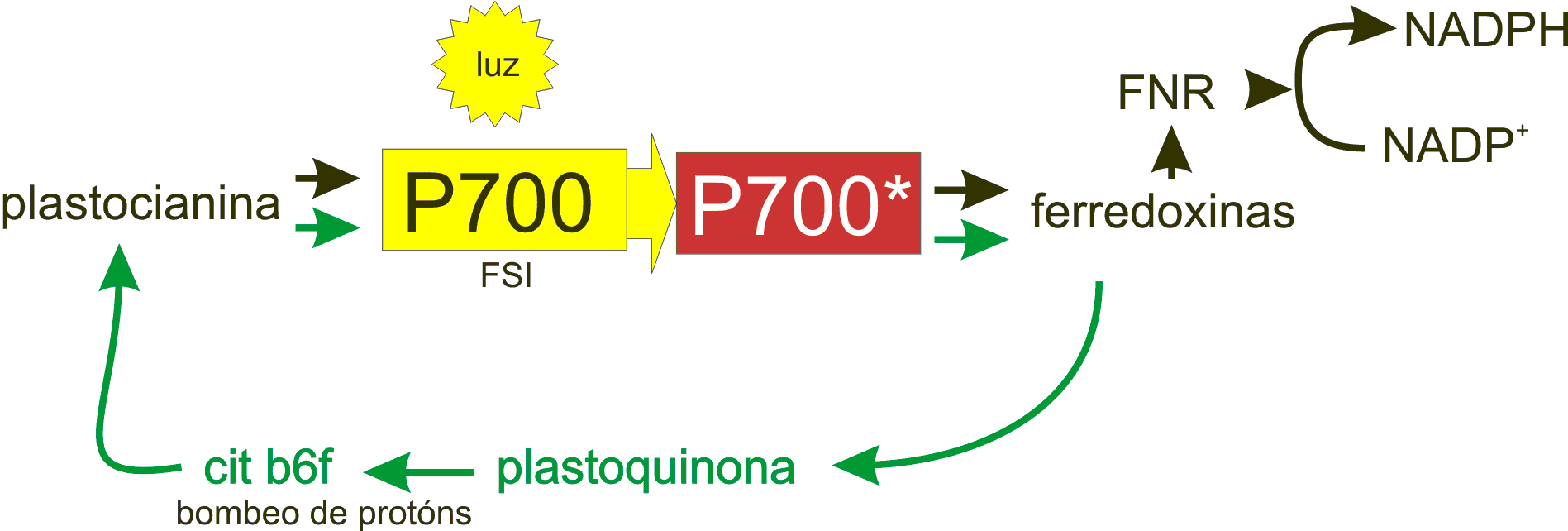
Bild 4: Översiktlig bild av excitation av P700 med icke-cyklisk och cyklisk elektrontransport.

Den andra delen av ljusreaktionen sker i Fotosystem I (PSI). PSI består av flera komponenter, bland annat ett reaktionscentrum vid namn P700 som kan ta upp ljus med våglängden 700 nm. I PSI absorberar klorofyllmolekyler på nytt ljusenergi och överför det till elektronen som passerar genom en annan kedja av proteinkomplex. Till slut överförs elektronen till NADP+, som tillsammans med vätejoner som transporterats till tylakoidutrymmet bildar NADPH. Elektroner tas bort från exciterade klorofyllmolekyler och överförs genom en serie av mellanliggande bärare till ferredoxin, en vattenlöslig elektronbärare. Det finns två olika vägar för elektrontransport i PSI. I icke-cyklisk elektrontransport bär ferredoxin elektronen till enzymet ferredoxin NADP+ reduktas (FNR) som reducerar NADP+ till NADPH. I cyklisk elektrontransport överförs elektroner från ferredoxin till en protonpump, cytochrome b6f. Elektronerna återvänder sedan (via plastocyanin) till P700. 
Sammanfattningsvis kommer den kemiska reaktionen i Fotosystem I (PSI) att vara följande:
ljusenergi + 2 ferredoxin (Fd-) + NADP+ + H+ → NADPH + 2 Fd 